# 大塩裏磐梯温泉
大塩裏磐梯温泉（おおしお うらばんだい おんせん）は、福島県耶麻郡北塩原村にある温泉。

## 泉質
- 食塩泉
  - 源泉温度40〜52℃

## 温泉街
裏磐梯とも言われる磐梯山の北西側、国道459号および大塩川沿いに温泉地が広がる。5軒の旅館が点在する。
共同浴場などは存在しない。そのため、日帰り入浴は旅館の日帰り受付を利用することになる。

## 歴史
開湯は1000年前とされる。
江戸時代はこの温泉から塩が取られ、会津藩の御用塩であった。源泉を煮詰めた「山塩」づくりは、現代でも続いている。
古くは「大塩温泉」「北塩原温泉」と名乗っていたが、近く（大沼郡金山町）に同名の温泉地があることなどから、1982年1月1日に改名。磐梯を温泉地名に含めた名前を名乗るようになった。

## アクセス
- 会津バスの路線バス（喜多方駅⇔裏磐梯）「大塩裏磐梯温泉」バス停より徒歩すぐ。